# Tycomarptes inferior
Tycomarptes inferior là một loài bướm đêm trong họ Noctuidae.